# Perla madritensis
Perla madritensis és una espècie d'insecte plecòpter pertanyent a la família dels pèrlids.

## Descripció
- És una espècie molt similar morfològicament a Perla marginata (com ara, la llargada del cos i de les ales), per la qual cosa alguns autors l'han considerat una subespècie d'aquella i, a més, una de les larves més grosses dins de l'ordre dels plecòpters, ja que pot superar els 25 mm de llargària total.
- Les ales dels mascles adults (de vol mediocre) arriben fins al nivell dels dos o tres primers segments abdominals.
- La part ventral de l'abdomen del mascle adult és completament de color marró groguenc amb els cercs marrons clars.
- La larva té una forma robusta i un llarg reguitzell de sedes molt visibles al llarg del pronot i de l'abdomen. A més, està equipada amb ganxos forts per a subjectar-se al fons aquàtic i les vores dels fèmurs i de les tíbies també presenten una sèrie de pèls agrupats en feixos.
- La coloració del cap de la nimfa és semblant a la de Perla grandis.[5][6]

## Reproducció
La còpula té lloc a la vegetació riberenca dels cursos d'aigua: la femella diposita els ous que té a la part inferior de l'abdomen sobre la superfície de l'aigua. Després d'un temps a l'aigua, les nimfes surten, es desclouen i, després d'eixugar-se al sol, emprenen el vol.

## Alimentació
Les larves són carnívores i es nodreixen d'oligoquets, crustacis i larves d'altres insectes.

## Hàbitat
En el seu estadi immadur és aquàtic i viu a l'aigua dolça de rius nets de contaminació, de corrent ràpid, de fons pedregosos i d'aigües fredes i oxigenades, mentre que com a adult és terrestre, volador i no s'allunya massa del medi aquàtic. Viu entre 40 i 2.000 m d'altitud (com és el cas de les poblacions de la Serra de Guadarrama) i el seu període de vol té lloc entre la primavera i l'estiu.

## Distribució geogràfica
Es troba a Europa: les conques dels rius Tajo i Duero a la península Ibèrica, incloent-hi Portugal i l'Estat espanyol (entre d'altres, Astúries, Extremadura i Galícia).

## Observacions
És una espècie molt exigent pel que fa a la qualitat de l'aigua, per la qual cosa és emprada com a bioindicador de la contaminació de l'aigua. A més, constitueix un important recurs tròfic per a la truita de riu i d'altres peixos de les aigües continentals.